# Граунд-біт
Граунд-біт (англ. ground beat) — стійка регулярна пульсація в джазі, що збігається з метричною структурою такту. Як правило, доручається ритм-групі джазового ансамблю; є організуючим початком ансамблевого виконання. Разом з тим граунд-біт служить основою для створення різноманітних метрорітмічних конфліктів у джазовій музиці шляхом поєднання його з більш індивідуалізованими і ритмічно вільними контрголосами або за допомогою тих, що вводяться в нього ледь помічтних зсувів ритмічних акцентів щодо метричних долей (напр. офф-біт).